# Sesamia nigritarsis
Sesamia nigritarsis là một loài bướm đêm trong họ Noctuidae.